# Nh. Dini
Nh. Dini, pseudonimo di Nurhayati Srihardini Siti Nukatin (Semarang, 29 febbraio 1936 – Semarang, 4 dicembre 2018), è stata una scrittrice e attivista indonesiana, vincitrice del premio S.E.A. Write Award 2003.